# Piotr Ćwielong
Piotr Ćwielong (* 23. April 1986 in Chorzów) ist ein ehemaliger polnischer Fußballspieler.

## Karriere

### Verein
Von 2004 bis 2007 spielte Ćwielong in der zweiten Liga für Ruch Chorzów. Im Sommer 2007 wurde er von Wisła Krakau verpflichtet. In der Hinrunde der Saison 2007/08 in der Ekstraklasa kam er auf sechs Einsätze und erzielte kein Tor. So wurde er zu Beginn der Rückrunde für ein Jahr an wieder Ruch Chorzów ausgeliehen, die mittlerweile auch in der Ekstraklasa spielten. Im Januar 2009 kehrte er zu Wisła Krakau zurück und gewann im Sommer 2009 erneut die polnische Meisterschaft. Ein Jahr später wechselte er zum Ligakonkurrenten Śląsk Wrocław. 2012 wurde er zum dritten Mal polnischer Meister.
Zur Saison 2013/14 wechselte Ćwielong ablösefrei zum deutschen Zweitligisten VfL Bochum. Er unterschrieb einen bis Ende Juni 2017 laufenden Vertrag.
Zur Saison 2016/17 kehrte er zu seinem ehemaligen Verein Ruch Chorzów zurück. Er verließ den Verein bereits in der Winterpause wieder und wechselte im Januar 2017 zum 1. FC Magdeburg in die 3. Liga. Auch den 1. FC Magdeburg verließ Ćwielong nach einem halben Jahr wieder im wechselte im Sommer 2017 zum polnischen Zweitligisten GKS Tychy. Am 31. Januar 2019 beendete er dort nach einem im Herbst erlittenen Achillessehnenanriss seine aktive Karriere.

### Nationalmannschaft
Ćwielong spielte für die U-18, U-19 und die U-21 des polnischen Fußballverbandes.
Am 8. November 2013 wurde er erstmals von Nationaltrainer Adam Nawałka ins Aufgebot der polnischen Fußballnationalmannschaft berufen. Beim Freundschaftsspiel gegen Irland am 19. November 2013 gab er sein Debüt.

## Erfolge
- Polnischer Meister: 2008, 2009, 2012